# Century Guild

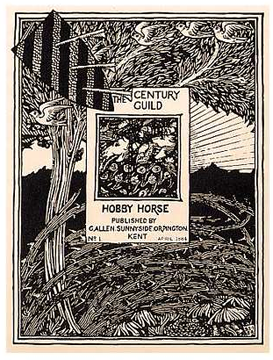
Hobby Horse, un périodique publié par la Century Guild, numéro d'avril 1884

La Century Guild est un groupe de concepteurs actifs entre 1883 et 1892 en Angleterre. Leur travail a préfiguré le style Art nouveau.
La Guild a été fondée en 1882 par Arthur Heygate Mackmurdo. Les membres étaient issus du mouvement Arts & Crafts qui visait à unifier les arts, en particulier entre l'architecture et le design intérieur, et à introduire la beauté dans les objets. Une vingtaine de personnes ont été associées à la Century Guild, mais les principaux membres étaient Arthur Heygate Mackmurdo, Herbert Horne, William Frend De Morgan et Selwyn Image.
La Guild travaillait sur le design intérieur, tels que les meubles, les vitraux, la ferronnerie et la peinture décorative ainsi que sur la conception architecturale. Le groupe acquiert une certaine reconnaissance au moyen d'expositions, le Salon des Inventions (Londres, 1885), l'Exposition Internationale de Liverpool en 1886, le Pownall Hall (Cheshire, 1886) et le Jubilé de la reine (Manchester, 1887). 
Le groupe a également publié un magazine trimestriel appelé The Century Guild Hobby Horse de 1884 à 1892. La publication est ensuite renommée Le Hobby Horse et continue de paraître jusqu'en 1894. Le Hobby Horse sert à faire connaître le point de vue de la Guild et fait la promotion de l'artisanat, par opposition à la production industrielle. La Century Guild a influencé des concepteurs tels que le Charles Voysey et de Charles Rennie Mackintosh, et a favorisé la création de la The Arts and Crafts Exhibition Society. 

## Source
- Caroline Mathieu, Musée d'Orsay, Guide, Paris, Éditions de la Réunion des musées nationaux, 1986, 263 p. (ISBN 9782711821297).